# William Ching
William Ching est un acteur américain né le 2 octobre 1913 à Saint-Louis, Missouri (États-Unis), décédé le 1er juillet 1989 à Tustin (Californie).

## Filmographie
- 1946 : The Mysterious Mr. M : Jim Farrell [Chs. 1-3]
- 1947 : Schéhérazade (Song of Scheherazade) : Midshipman
- 1947 : I'll Be Yours : Stage Door Johnny
- 1947 : The Michigan Kid : Steve (as William Brooks)
- 1947 : Deux nigauds démobilisés (Buck Privates Come Home) : 2nd Lieutenant, Mess Officer
- 1947 : Chansons dans le vent (Something in the Wind) : Master of Ceremonies
- 1947 : The Wistful Widow of Wagon Gap : Jim Simpson
- 1950 : Mort à l'arrivée (D.O.A.) : Halliday
- 1950 : Le Violent (In a Lonely Place) : Ted Barton
- 1950 : The Showdown : Mike Shattay
- 1950 : Cœurs enflammés (Surrender) : John Beauregard Hale
- 1951 : La Belle du Montana (Belle Le Grand) d'Allan Dwan : Bill Shanks
- 1951 : Oh! Susanna (it) de Joseph Kane : Cpl. Donlin
- 1951 : The Sea Hornet : Sprowl
- 1951 : The Wild Blue Yonder : Lt. Ted Cranshaw
- 1952 : Never Wave at a WAC : Lt. Col. Schuyler 'Sky' Fairchild
- 1952 : Bal Tabarin : Don Barlow
- 1952 : Mademoiselle gagne tout (Pat and Mike) : Collier Weld
- 1953 : Fais-moi peur (Scared Stiff) : Tony Warren
- 1953 : Le Voleur de minuit (The Moonlighter) : Tom Anderson
- 1954 : Donnez-lui une chance (Give a Girl a Break) : Anson Prichett
- 1955 : Le Brave et La Belle (The Magnificent matador) : Jody Wilton
- 1955 : Tall Man Riding (en) : Rex Willard
- 1952 : Our Miss Brooks (série TV) : Clint Albright (1955-56)
- 1958 : My World Dies Screaming : Mark Snell
- 1958 : Escorte pour l'Oregon (Escort West) : Capt. Poole